# Delphinium biternatum
Delphinium biternatum är en ranunkelväxtart som beskrevs av Ernst Huth. Delphinium biternatum ingår i släktet storriddarsporrar, och familjen ranunkelväxter. Inga underarter finns listade i Catalogue of Life.